# Michio Hoshino
Michio Hoshino (japanisch 星野 道夫, Hoshino Michio; * 27. September 1952 in Ichikawa; † 8. August 1996 am Kurilensee, Kamtschatka) war ein bekannter Naturfotograf japanischer Herkunft, der seit 1978 in Fairbanks, Alaska, USA, gelebt hat.

## Leben
Geboren wurde Hoshino in der japanischen Präfektur Chiba am südöstlichen Rand der Insel Honshū. Im Alter von 16 Jahren reiste er per Anhalter durch Mexiko, die Vereinigten Staaten und Kanada. Seinen ersten Kontakt mit Alaska hatte er durch eine Veröffentlichung der National Geographic Society über diesen US-Bundesstaat, die ihn sehr beschäftigte und nicht mehr losließ. Im Sommer 1972, im Alter von 19 Jahren, unternahm Hoshino eine auf zwei Wochen Aufenthalt angelegte Reise in den US-Bundesstaat Alaska und war so beeindruckt, dass er drei Monate blieb und als 25-Jähriger im Jahr 1978 von Japan nach Alaska übersiedelte.
An der Keiō-Universität in Tokio studierte er Wirtschaft. Nach dem Abschluss dieses Studiums studierte er an der University of Alaska Wildlife Management.
Hoshino spezialisierte sich auf die Fotografie wildlebender Tiere in Alaska, unternahm aber als Auftragsarbeiten auch Foto- und Filmexpeditionen in andere Länder. Er veröffentlichte fünfzehn Foto- und Essay-Sammlungen. Seine Fotografien sind in renommierten Magazinen wie National Geographic, GEO und Audubon (National Audubon Society) erschienen. 1986 wurde Hoshino der 3. Anima Prize for Wildlife Photography verliehen, 1989 der 15. Kimura Ihei Shashin-shō (木村伊兵衛写真賞, dt. „Kimura-Ihei-Fotografiepreis“, engl. Kimura Ihei Memorial Award of Photography), die bedeutendste Anerkennung für künstlerische Fotografie in Japan.
Im Alter von nur 43 Jahren kam er im abgelegenen Braunbären-Schutzgebiet im Süden der russischen Halbinsel Kamtschatka in der Nähe des Kurilensees durch einen Bären ums Leben, als er dort für einen japanischen Fernsehsender einen Dokumentarfilm über die Braunbären erstellen sollte. Der Bär holte Hoshino nachts aus seinem Zelt und schleppte ihn in den nahegelegenen Wald. Seine Leiche wurde am nächsten Tag dort aufgefunden. Michio Hoshino hinterließ seine Frau Naoko und seinen 1996 erst 2 Jahre alten Sohn Shoma. Seine Asche verbleibt in Japan, ein Teil davon wurde jedoch im Denali-Nationalpark verstreut.
Lynn Schooler erzählt in seinem Buch Die Spur des blauen Bären die Geschichte seiner langjährigen Freundschaft mit dem japanischstämmigen Fotografen, von dem er das Fotografieren gelernt hat. Für das englischsprachige Buch Hoshino’s Alaska hat Lynn Schooler das Vorwort verfasst.

„Er (Michio Hoshino) lehrte mich, mit den Augen zu schauen, aber mit dem Herzen zu sehen. Das war eine sehr wichtige Lektion für mich. Mehr als nur Fotografie.“

Zum Gedächtnis an den herausragenden Fotografen und dessen Werk wurde am Todestag von Michio Hoshino, dem 8. August 2008, in Sitka, Alaska, ein Totempfahl errichtet. Verwandte, darunter seine Witwe und andere, waren dazu aus Japan angereist.

## Publikationen
- Hoshino, Michio: Arctic Odyssee – Im Land der Eskimos. Tecklenborg, 1999, ISBN 3-924044-48-1
- Hoshino, Michio: Das Bären-Kinder-Buch. Findling, 2004, ISBN 3-937054-63-4
- Hoshino, Michio: Grizzly. Chronicle Books, 1987, ISBN 0877014310, ISBN 978-0877014317
- Hoshino, Michio: Moose. Chronicle Books, 1988, ISBN 0877014949, ISBN 978-0877014942
- Hoshino, Michio: Nanook's Gift. Cadence Books, 1996, ISBN 1569311471, ISBN 978-1569311479
- Hoshino, Michio: The Grizzly Bear Family Book. North South Books, 1997, ISBN 1558587012, ISBN 978-1558587014
- Hoshino, Michio: Hoshino's Alaska. Vorwort von Lynn Schooler, Chronicle Books, 2007, ISBN 0811856518, ISBN 978-0811856515
- Schooler, Lynn: Die Spur des blauen Bären. Hanser, 2002, ISBN 3-446-20236-6

## Video on Demand
- Michio Hoshino auf: youtube.com